# BMW xDrive

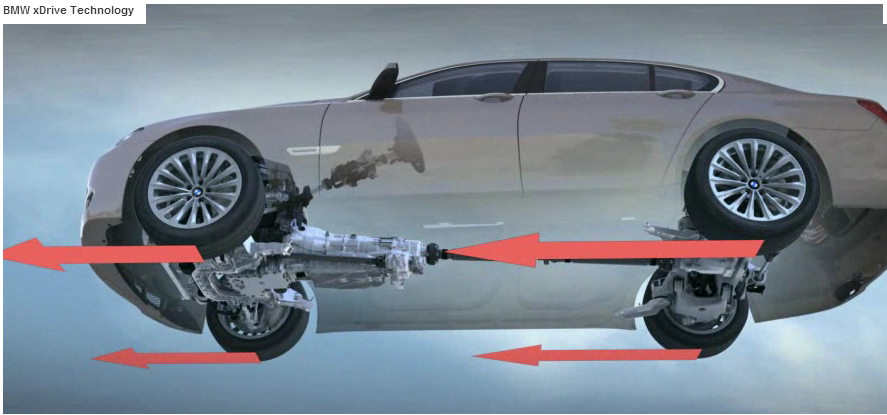
Технологія BMW X-drive

xDrive® або BMW xDrive — маркетингова назва розробки систем постійного повного приводу (4WD) від концерну BMW. Система забезпечує безступеневий, безперервний й перемінний розподіл крутного моменту між передньою і задньою осями залежно від умов руху. Вона знайшла застосування на спортивних позашляховиках (англ. SUV — Sports Utility Vehicle) Х1, Х3, X4, Х5, Х6, X7 та опційно на легкових автомобілях 1-ї (з 2012 року), 2-ї (з 2015 року), 3-ї (з 2000 року), 4-ї (з 2014 року), 5-ї (з 2005 року), 6-ї (з 2012 року) та 7-ї (з 2010 року) серій.

## Покоління системи

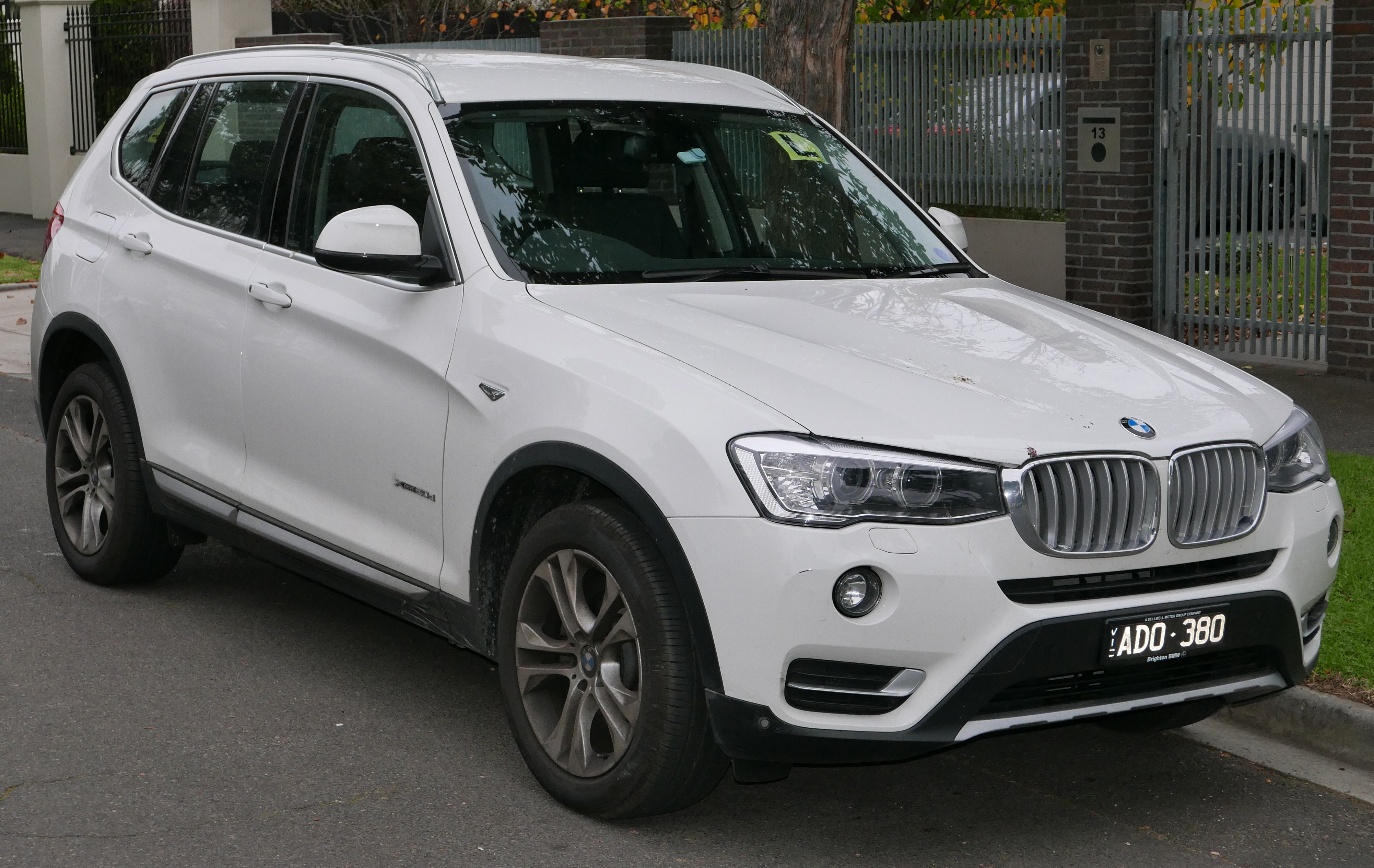
BMW X3 xDrive20d (F25 LCI), 2015 рік

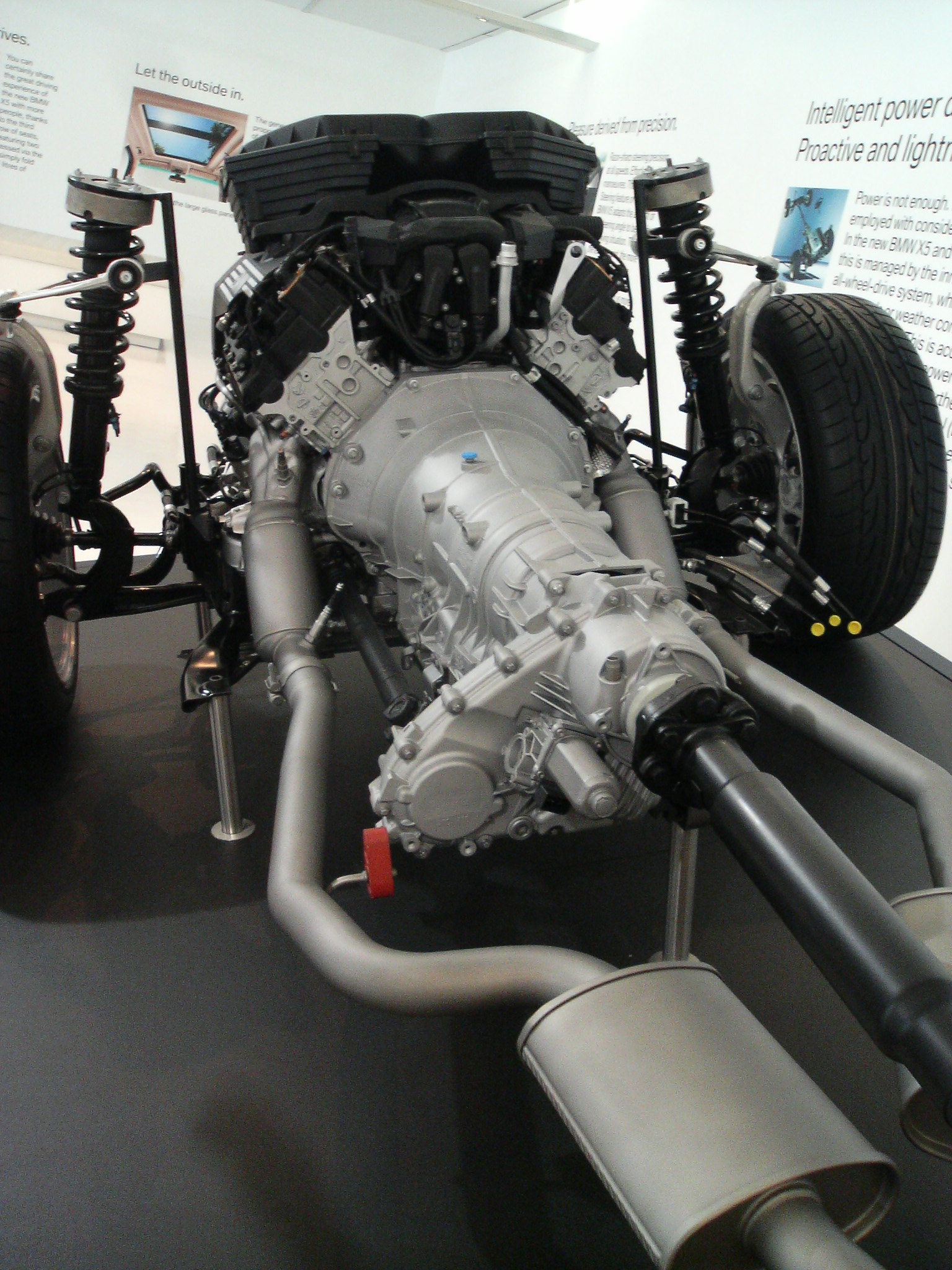
BMW xDrive на BMW X5 (E70)

Історія розвитку повного приводу від BMW пройшла чотири покоління:
- 1-е покоління (з 1985 року) — за нормального руху забезпечувався розподіл крутного моменту між осями у співвідношенні 37:63 (37 % — на передню вісь, 63 % — на задню вісь), блокування міжосьового диференціала, заднього міжколісного диференціала відбувалось за допомогою в'язкісної муфти (віскомуфти);
- 2-e покоління (з 1991 року) — розподіл крутного моменту між осями за нормального руху забезпечувався у співвідношенні 36:64, блокування міжосьового диференціала відбувалось за допомогою багатодискової муфти з електромагнітним керуванням, блокування заднього міжколісного диференціала — за допомогою багатодискової муфти з електрогідравлічним керуванням, має можливість перерозподілу крутного моменту між осями (колесами) у межах від 0 до 100 %;
- 3-є покоління (з 1999 року) — розподіл крутного моменту між осями за нормального руху забезпечується у співвідношенні 38:62, містить міжосьовий та міжколісні диференціали вільного типу, має електронне блокування міжколісних диференціалів та взаємодіє із системою динамічного контролю курсової стійкості;
- 4-е покоління (з 2003 року) — розподіл крутного моменту між осями при нормальному русі відбувається у співвідношенні 40:60, функцію міжосьового диференціала виконує багатодискова фрикційна муфта з електронним керуванням, можливість перерозподілу крутного моменту між осями забезпечується в межах від 0 до 100 %, має електронне блокування міжколісних диференціалів, взаємодіє з системою динамічного контролю курсової стійкості[2].

## Конструктивні особливості
Система повного приводу «xDrive» у своїй основі використовує традиційну для BMW задньоприводну схему трансмісії. Розподіл крутного моменту між осями здійснюється за допомогою роздавальної коробки у вигляді зубчастої передачі приводу передньої осі, керованої фрикційною муфтою. В трансмісії спортивних позашляховиків замість зубчастої використовується ланцюгова передача.
Систему «xDrive» інтегровано із системою динамічного контролю курсової стійкості (англ. DSC — Dynamic Stability Control). Окрім електронного блокування диференціала система DSC об'єднує систему контролю тяги (англ. DTC — Dynamic Traction Control), систему допомоги при спуску (англ. HDC — Hill Descent Control) та ін.
Взаємодія систем «xDrive» та DSC здійснюється за допомогою системи інтегрального керування ходовою частиною автомобіля (англ. ICM — Integrated Chassis Management). Система ICM також забезпечує зв'язки із системою активного кермування (англ. AFS — Active Front Steering).

## Принцип роботи системи
У роботі системи повного приводу «xDrive» можна виділити кілька характерних режимів, які визначаються алгоритмом спрацьовування фрикційної муфти:
- рушання з місця;
- проходження поворотів з надлишковою повертальністю;
- проходження поворотів з недостатньою повертальністю;
- рух по слизькому покритті;
- паркування.

При рушанні з місця за нормальних умов фрикційна муфта замкнута, крутний момент розподіляється між осями у співвідношенні 40:60, чим досягається максимальна тяга при розгоні. При досягненні швидкості 20 км/год розподіл крутного моменту між осями здійснюється залежно від дорожніх умов.
При проходженні поворотів з надлишковою повертальністю (задню вісь заносить до зовнішнього боку повороту) фрикційна муфта замикається з більшою силою, а на передню вісь спрямовується більший крутний момент. За необхідності у роботу включається система DSC, що стабілізує рух автомобіля шляхом пригальмовування коліс.
При проходженні поворотів з недостатньою повертальністю (передня вісь зноситься до зовнішнього боку повороту) фрикційна муфта розмикається і на задню вісь спрямовується до 100 % крутного моменту. За необхідності в роботу включається система DSC.
При русі дорогою зі слизьким покриттям (лід, сніг, вода) пробуксовуванню окремих коліс запобігається за рахунок блокування фрикційної муфти і, за необхідності, електронного між колісного блокування від системи DSC.
Під час паркування фрикційна муфта повністю розмикається, автомобіль стає повністю задньоприводним, чим досягається зниження навантажень у трансмісії та кермовому механізмі.